# Чагины
Чагины — два древних дворянских рода.
1. Первый род этой фамилии записанный Губернским дворянским депутатским собранием в VI часть дворянской родословной книги Костромской губернии и восходящий к концу XVII века[1].
2. Второй род Чагиных восходит к первой половине XVII века. Депутатским собранием он был вписан в VI часть дворянской родословной книги Владимирской, Московской[2], Рязанской[3] и Тверской губерний Российской империи[4].

Предки Чагиных служившие дворянские службы пожалованы поместьем (1600).
Известны ещё несколько родов этой фамилии, более современного происхождения.

## Описание герба
В щите, имеющем золотое поле изображена красная крепость с башней, у которой в отверстых воротах поставлен воин, держащий в правой руке серебряный меч, а в левой золотой щит.
Большой щит увенчан дворянскими шлемом и короной. Нашлемник: три страусовых пера. Намёт на щите золотой, подложенный красным. Герб дворянского рода Чагиных был записан в Часть V Общего гербовника дворянских родов Всероссийской империи, страница 60.

## Известные представители
- Чагин Иван Артемьевич — московский дворянин (1658).
- Чагин Матвей Иванович — стольник (1692).
- Чагин Иван Лукьянович — стряпчий (1694).
- Чагин Николай Гаврилович — поручик Измайловского полка, погиб в сражении при Кульме (17 августа 1813), его имя занесено на стену храма Христа Спасителя в г. Москве[7][5].
- Чагин Иван Иванович — контр-адмирал, герой Цусимского сражения. Капитан 1 ранга Иван Иванович Чагин, командуя в Цусимском морском сражении крейсером "Алмаз", был единственным, кто  смог прорваться во Владивосток сквозь строй японской эскадры с минимальными человеческими и материальными потерями.